# 词综
《词综》是中國词总集，共36卷。清代朱彝尊、汪森编。
《词综》收錄唐代、五代、宋、金、元等諸家作品，附宋、元人评语，“计览观宋元人词集一百七十家，传记、小说、地志共三百余家，历岁八稔，然后成书”，“凡稗官野纪中有片词足录者辄为采掇，故多他选未见之作。其词名、句读为他选所淆舛及姓氏爵里之误，皆详考而订正之，其去取亦俱有鉴别。”。朱彝尊在《凡例》中指出“词至南宋始极其工，至宋季而始极其变，姜尧章氏最为杰出”，对南采姜夔、张炎極為推崇，朱彝尊非常欣赏《乐府补题》的咏物词，收錄三十七首中的三十五首。後來朱彝尊又辑录明词，書稿未竟而卒。王昶得其遺稿，再加上自己所搜集的，編成《明詞綜》十二卷。